# Nitrure de carbone graphitique

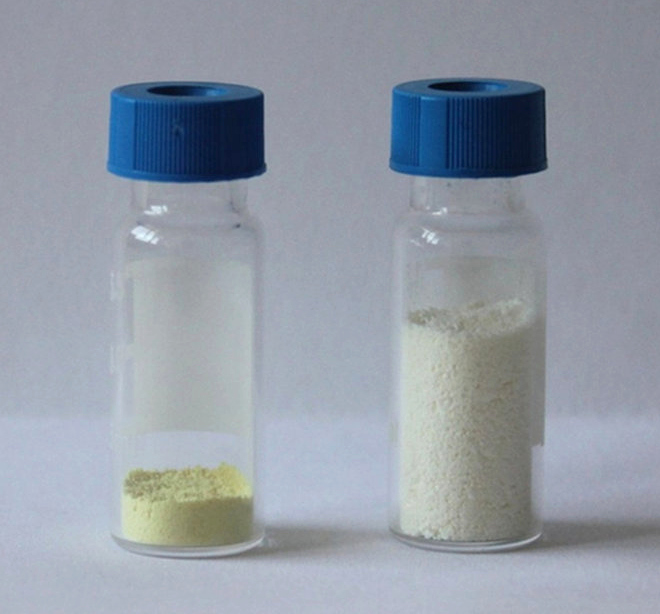
100 mg de g- en poudre à gauche et en nanofeuillets à droite.

Le nitrure de carbone graphitique, ou g-C3N4, est un polymorphe de nitrure de carbone, de formule chimique approchée C3N4 omettant une certaine quantité d'hydrogène. Il s'agit d'un ensemble de polymères dont la géométrie moléculaire est bidimensionnelle comprenant des sous-structures de type heptazine et poly(triazine imide) dont le degré de condensation varie en fonction des conditions de formation. Ces matériaux ont des propriétés semiconductrices et catalytiques particulières qui les rendent intéressants par exemple pour l'activation du benzène, les réactions de trimérisation, ou encore l'activation du dioxyde de carbone dans les réactions de photosynthèse artificielle.

Structure des différentes triazines.

La caractérisation du nitrure de carbone graphitique cristallisé peut être réalisée en identifiant les cycles de triazine du matériau par spectrométrie photoélectronique X (XPS), spectre de photoluminescence et spectroscopie infrarouge à transformée de Fourier (FTIR) (pics à 800 cm−1, 1 310 cm−1 et 1 610 cm−1).
On peut obtenir du nitrure de carbone graphitique par polymérisation de cyanamide N≡C–NH2, de dicyandiamide (2-cyanoguanidine) N≡C–N=C(NH2)2 ou de mélamine C3H6N6. La première structure C3N4 polymérique formée est un polymère très ordonné, avec des groupes amine libres. Si l'on poursuit la réaction, il se forme un composé plus condensé à base d'heptazine C6N7. On peut également préparer le g-C3N4 par cataphorèse d'une solution saturée de mélamine et de chlorure cyanurique (ratio 1:1,5) sur un substrat Si(100) à température ambiante. On a obtenu des nanocristallites de nitrure de carbone graphitique bien cristallisés en faisant réagir du chlorure cyanurique et de l'amidure de sodium NaNH2 de 180 à 220 °C pendant 8 à 12 heures. Une autre méthode consiste à chauffer de 400 à 600 °C un mélange de mélamine C3H6N6 et d'acide urique C5H4O3N4 en présence d'alumine Al2O3 : l'alumine agit en favorisant la formation de nitrure de carbone graphitique sur les surfaces exposées selon une réaction apparentée au dépôt chimique en phase vapeur (CVD) in situ.

## Applications
Le nitrure de carbone graphitique est disponible sur le marché sous plusieurs formes, par exemple comme poudre à grains micrométriques ou sous forme de nanofeuillets. Il peut être utilisé pour réaliser des revêtements tribologiques, biocompatibles ou chimiquement inertes, des isolants, voire des matériaux pour stockage de l'énergie. Ce serait en particulier un matériau de choix pour le stockage de l'hydrogène,. Compte tenu de la surface offerte par la structure du matériau, il peut servir de support pour nanoparticules catalytiques en catalyse hétérogène. En particulier, la résilience particulière du matériau, combinée avec la réactivité en surface et à l'intérieur des couches qui le constituent, permet de concevoir des catalyseurs tirant profit de leurs protons labiles et de leur nature de base de Lewis. Des altérations comme le dopage, la protonation et la fonctionnalisation moléculaire peuvent permettre d'améliorer la sélectivité et les performances de la catalyse. Des nanoparticules de catalyseur supportées par du nitrure de carbone graphitique sont étudiées dans le cadre de piles à combustible à membrane d'échange de protons et de cellules d'électrolyse de l'eau.
Les propriétés du g-C3N4 présentent quelques limitations lorsqu'elles ne sont pas corrigées pour rendre le matériau encore plus propice aux applications photocatalytiques. Sa largeur de bande interdite de 2,7 eV, sa bonne absorption de la lumière visible, sa flexibilité mécanique sont intéressantes, mais il présente un taux élevé de recombinaison des porteurs générés par photodissociation, une faible conductivité électrique et une surface spécifique somme toute limitée (moins de 10 m2·g-1). Il est cependant possible de pallier ces limitations par exemple en dopant le matériau avec des nanotubes de carbone, qui apportent une surface spécifique important susceptible de favoriser la séparation des porteurs de charge, réduire leur taux de recombinaison et améliorer l'activité de la réaction de réduction. Les nanotubes de carbone présentent également une conductivité électrique élevée susceptible d'améliorer les propriétés électroniques du nitrure de carbone graphitique. Enfin, les nanotubes de carbone peuvent être vus comme des semiconducteurs à bande interdite étroite, ce qui permet d'élargir le spectre d'absorption du matériau et donc d'augmenter ses performances photocatalytiques.
Les principaux domaines de recherche autour du g-C3N4 concernent ainsi la photocatalyse, notamment la décomposition de l'eau H2O en hydrogène H2 et oxygène O2 et la dégradation des polluants, les semiconducteurs à large bande interdite, et le stockage de l'énergie, avec notamment la possibilité d'héberger de grandes quantités de lithium par intercalation dans la structure du matériau.